# ذا لوسي شو
ذا لوسي شو (بالإنجليزية: The Lucy Show)‏ هو مسلسل كوميديا موقف تم إنتاجه في الولايات المتحدة. بدأ عرضه في سنة 1962 على سي بي إس. بلغ عدد مواسم المسلسل 6 مواسم، بلغ عدد حلقاته 156 حلقة، وتبلغ مدة الحلقة الواحدة 30 دقيقة. المسلسل من تأليف لوسيل بال، تم بث المسلسل لأول مرة بتاريخ 1 أكتوبر 1962 بينما تم بث آخر حلقة منه بتاريخ 11 مارس 1968. من بطولة لوسيل بال.

## روابط خارجية
- ذا لوسي شو على موقع IMDb (الإنجليزية)
- ذا لوسي شو على موقع ميتاكريتيك (الإنجليزية)
- ذا لوسي شو على موقع كينوبويسك (الروسية)
- ذا لوسي شو على موقع قاعدة بيانات الفيلم (الإنجليزية)